# Мавранеи
Мавранеи, още Мавран или Мавронища (на гръцки: Μαυραναίοι), е село в Република Гърция, дем Гревена, област Западна Македония.

## География
Селото е разположено на 760 m надморска височина, на около 10 km югозападно от град Гревена, в подножието на западните разклонения на планината Пинд.

## История

### В Османската империя
В края на XIX век Мавран е гръцко християнско село в Гребенската каза на Османската империя. Главната селска църква „Свети Димитър“ е от 1818 година. Според статистиката на Васил Кънчов („Македония. Етнография и статистика“) през 1900 година в Мавран (Мавронища) живеят 112 гърци.
На Етнографската карта на Битолския вилает на Картографския институт в София от 1901 година Мавран е чисто гръцко село в Гревенската каза на Серфидженския санджак с 22 къщи.
Според статистика на Серфидженския санджак на гръцкото консулство в Еласона от 1904 година в Мавранеи (Μαυραναίοι), Гревенска каза, живеят 195 гърци елинофони християни.

### В Гърция
През Балканската война в 1912 година в селото влизат гръцки части и след Междусъюзническата в 1913 година селото влиза в състава на Кралство Гърция.
Населението произвежда жито, тютюн, картофи и други земеделски култури, като се занимава частично и със скотовъдство.
| Име       | Име        | Ново име | Ново име | Описание                   |
| --------- | ---------- | -------- | -------- | -------------------------- |
| Гарвилиат | Γκαρβίλιατ | Гаврос   | Γάβρος   | връх С от Мавранеи (753 m) |

| Година    | 1913 | 1920 | 1928 | 1940 | 1951 | 1961 | 1971 | 1981 | 1991 | 2001 | 2011 | 2021 |
| --------- | ---- | ---- | ---- | ---- | ---- | ---- | ---- | ---- | ---- | ---- | ---- | ---- |
| Население | 330  | 239  | 292  | 371  | 282  | 300  | 216  | 265  | 213  | 229  | 159  | 106  |